# 전원합의체
전원합의체(全員合議體) 또는 전원재판부(全員裁判部, 프랑스어: en banc)는 일반적으로 한 법원의 소속 판사들 중 일부로 구성되는 통상적인 재판부(裁判部, 영어: judicial panel) 대신에, 그 법원 소속 판사 전원 또는 대부분이 참여해 사건을 심리하는 구성체를 일컫는 말이다. 보통 전원합의체 심리는 매우 복잡하거나 정말 중요한 의미를 가진 재판일 경우, 또는 재판부에서 의견 일치가 되지 않을 경우에 이루어진다.

## 대한민국

### 대법원
대한민국 대법원의 전원합의체는 대법원장이 재판장이 되고, 법원행정처장직을 맡은 대법관을 제외한 대법관 전원의 3분의 2 이상으로 구성된다. 소부는 대법원장 및 법원행정처장을 제외한 대법관 4인으로 구성되고, 3개 부가 있다. 소부에서는 구성원 전원의 의견일치에 따라 재판하고, 전원합의체에서는 출석 과반수의 의견에 따라 재판을 한다.
대법원에 상고되는 사건은 주로 부에서 심판을 한다. 그러나, 부에서 의견이 일치되지 못한 경우, 명령·규칙이 헌법 또는 법률에 위반된다고 인정하는 경우, 종전에 대법원에서 판시한 헌법·법률·명령 또는 규칙의 해석적용에 관한 의견을 변경할 필요가 있다고 인정하는 경우, 부에서 재판함이 적당하지 않다고 인정하는 경우에는 전원합의체에서 재판하게 된다.

#### 주요 대법원 전원합의체 판결 사례
- 갑을오토텍 사건 (2013년)
- 이석기 내란 선동 사건 (2015년)
- 강원도 고성 군부대 총기 난사 사건 (2016년)

### 헌법재판소
대한민국 헌법재판소의 전원재판부는 헌법재판소장이 재판장이 되고, 헌법재판소 재판관 전원으로 구성된다. 다만 결정에 필요한 정족수는 어떤 결정을 내리는지에 따라 달라지는데, 위헌법률심판·탄핵심판·정당해산심판·헌법소원심판에서 청구를 인용하거나 위헌을 선고하려면 6인 이상의 찬성이 필요하다. 그 밖의 결정, 예를 들어 권한쟁의심판에서의 청구 인용이나 헌법소원심판에서의 청구 기각에는 과반수 찬성만을 요한다.

## 미국

### 연방 항소법원
미국 연방 항소법원에서는 일반적으로 3인의 법관으로 구성된 재판부에서 심판을 한다. 그러나 재판이 사회적으로 매우 중요한 사안이거나, 재판부의 심판이 기존 판례와 배치될 경우, 종종 전원합의체 재심을 허용한다. 연방 항소법원에서 최초부터 재판부 심리 없이 전원합의체 심리를 하는 경우는 매우 드물다.

### 연방 대법원 및 주 대법원
미국 연방 대법원과 대부분의 미국 주의 주 대법원의 경우 모든 재판을 재판부가 아닌 전원합의체로 심판한다.

## 영국

### 대법원
영국 대법원은 12인의 대법관으로 구성되며, 일반적으로 5인의 법관으로 구성된 재판부가 심리를 한다. 그러나 기존 판례와 배치되는 결정을 할 필요가 있거나, 헌법적으로나 사회적으로 매우 중요한 사안에 대해 심리를 하거나, 상원이나 추밀원 사법위원회와의 의견 충돌이 있거나, 유럽인권보호조약과 관련된 중대한 문제에 대해 다룰 경우, 전원합의체가 심리를 할 수 있다.
최근까지 영국 대법원에서 전원합의체 심리를 한 경우는 2017년 1월 〈R (Miller) 대 유럽 연합 탈퇴 장관(Secretary of State for Exiting the European Union) 재판〉이 유일하다. 영국의 브렉시트 결정 이후 이뤄진 이 재판에서 영국 대법원은 영국 정부가 영국 의회의 승인 없이 유럽 연합 탈퇴 진행을 할 수 없도록 제동을 걸었다.

## 일본

### 최고재판소
일본 최고재판소는 14인의 재판관으로 구성되며, 일반적으로 5인의 재판관들이 재판부를 구성해 심판한다. 그러나 대부분의 헌법 재판의 경우, 과거 최고재판소의 결정을 뒤집는 경우, 5인의 재판부가 합의에 이르지 못한 경우 등에는 대법정(大法廷)이라고 불리는 전원합의체를 구성하여 심판을 한다.